# Markku Lepistö

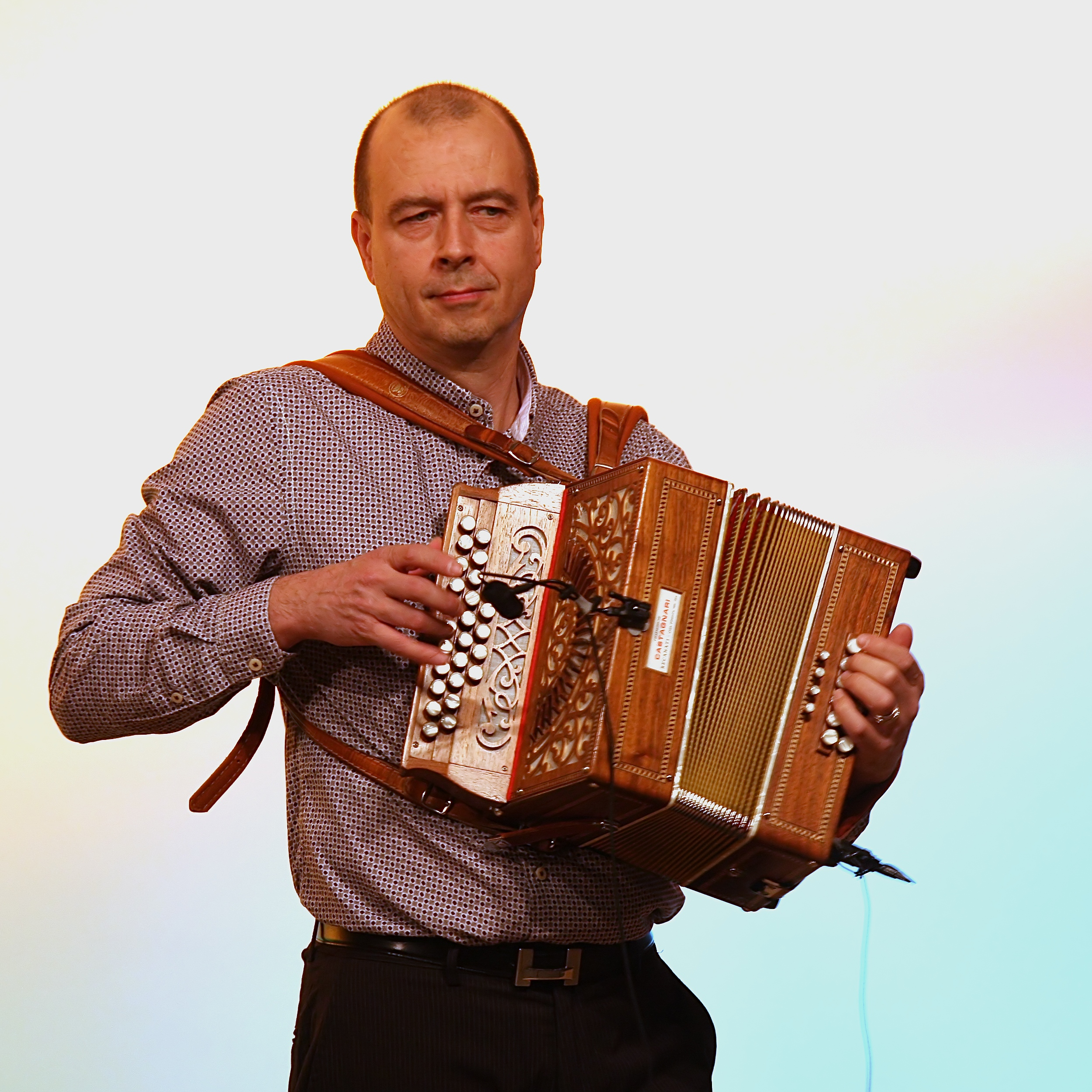
Markku Lepistö, 2009

Markku Lepistö (Kuortane, 1963) is een Finse multi-instrumentalist en accordeonist.

## Biografie
Hij begon op vijfjarige leeftijd te spelen en vervolgde zijn opleiding vanaf 1984 aan het folkdepartement van de Sibeliusacademie. Naast accordeon (zowel chromatisch als diatonisch) speelt hij ook piano, kantele, contrabas, viool en verschillende blaasinstrumenten.
Lepistö nam meer dan 30 cd's als soloartiest of als muzikant bij diverse groepen. In 1984 begon hij de groep Pirnales waarmee hij drie albums opnam. Het album Parasta ennen werd door de Finse krant Helsingin Sanomat in 1994 uitgeroepen tot album van het jaar. De band speelde tussen 1990 en 1995 vaak samen met de professionele volksdansgroep Katrili.
Naast folk speelt Lepistö ook klezmer met de groep Doina Klezmer. Het tweede album Nomada werd door de Finnish Composer´s Copyright Society genomineerd als een van de 11 kandidaten voor de met 40.000€ gedoteerde Teosto Prijs.
Zijn volgende band Progmatics werd gevormd in 2003 en werd door het Finse magazine Uusi Kansanmusiikki uitgeroepen tot 'Band van het jaar'.

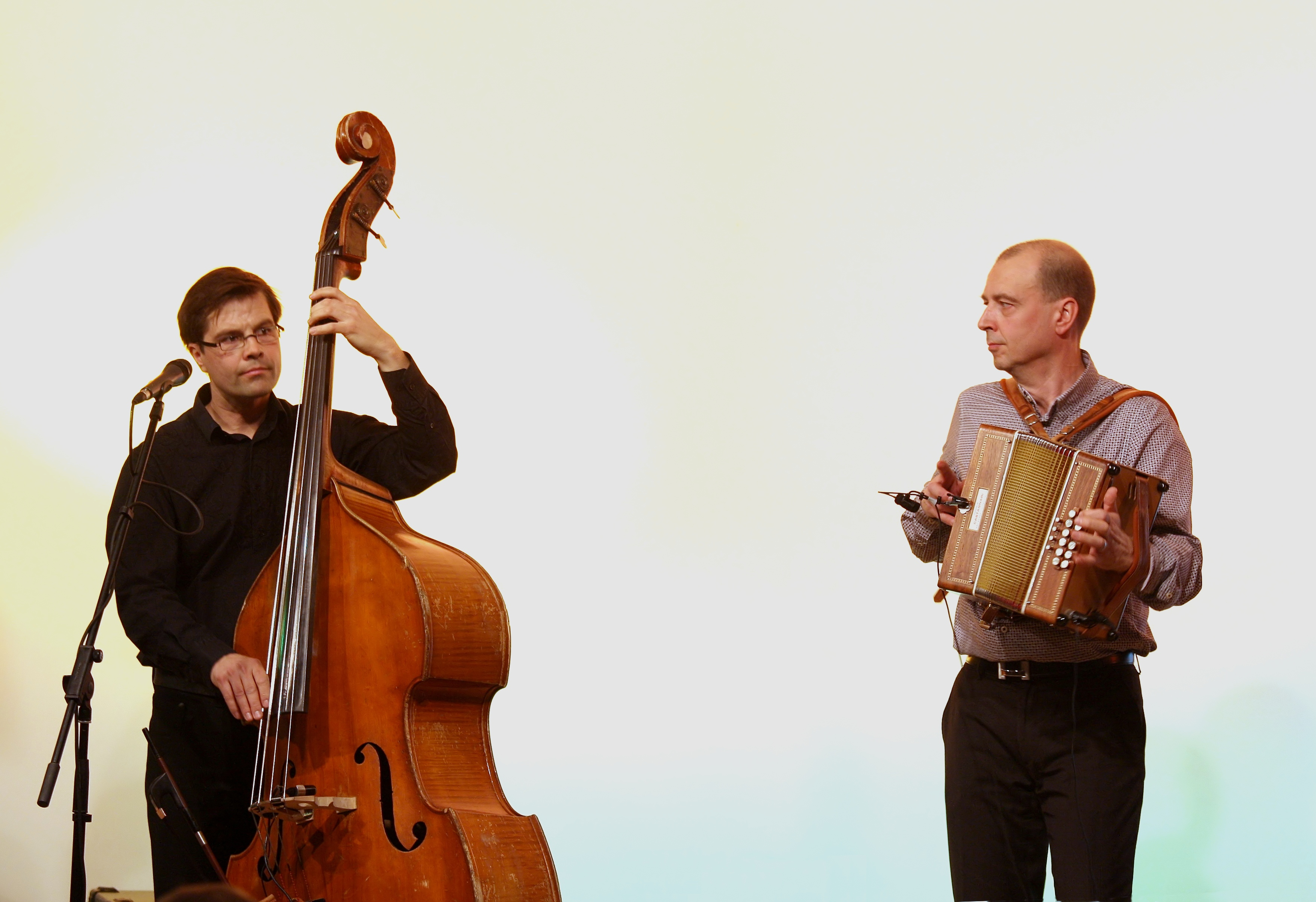
Pekka Lehti & Markku Lepistö, 2009

In 1998 verving hij Susan Aho op accordeon bij Värttinä, waarmee hij intens toerde. Hij bleef bij de band tot 2008. Daarnaast trad hij vaak als duo op met Värttinä's contrabassist Pekka Lahti of met mandolinespeler Petri Hakala. Als soloa-artiest bracht Lepistö in deze periode drie albums uit.
In 2010 begon hij The Samuraï, een internationaal getinte accordeongroep met de Fransman Bruno Le Tron, Belg Didier Laloy, Italiaan Riccardo Tesi, en Ier David Munnelly.

## Discografie

### Markku Lepistö solo
- Silta (2002)
- Polku (2006)
- Tupasoitto (2009)

### Pirnales
- Pirnales (1989)
- Aquas (1992)
- Paraste ennen (1994)

### Katrili
- Katrilli (1991)

### Progmatics
- Vaarallinen Lehmänkello (1996)

### Värttinä
- Ilmatar (2001)
- 6.12. (2001)
- Iki (2003)
- Miero (2006)

### Doina Klezmer
- Sorja Tanz (2001)
- Nomada (2004)

### Petri Hakala & Markku Lepistö
- Pelimannien jäljillä (2001)

### Lepistö & Lehti
- Helsinki (2008)